# ويلهلم كيلهاو
ويلهلم كيلهاو هو شخصية أعمال وبروفيسور واقتصادي وقانوني ومؤرخ وشاعر وسياسي نرويجي، ولد في 1888 في أوسلو في النرويج، وتوفي بنفس المكان في 1954.